# Filip Ospalý
Filip Ospalý (Ústí nad Labem, 15 maggio 1976) è un triatleta ceco.

## Carriera
Nel 2001 si è laureato campione europeo di triathlon ai Campionati di Karlovy Vary, battendo allo sprint finale lo spagnolo Iván Raña. Ha completato il podio il triatleta olandese Erik van der Linden. Nello stesso anno vince la medaglia di bronzo ai campionati del mondo di aquathlon di Edmonton.
Nel 2002 vince l'argento al Campionato Europeo di triathlon di Gyor, stavolta alle spalle dello spagnolo dal ceco Iván Raña e davanti al tedesco Maik Petzold, bronzo. Nello stesso anno vince nuovamente la medaglia di bronzo ai campionati del mondo di aquathlon di Cancún.
Nel 2003 è di nuovo argento al Campionato Europeo di triathlon che si è tenuto a Karlovy Vary, a 10" da Raña e davanti al connazionale Martin Krňávek, terzo.

### Le Olimpiadi
Sydney 2000: Le prime olimpiadi vedono Filip Ospalý tra i più forti europei presenti nel campus. Tuttavia Filip, dopo una prima fraziona - quella natatoria - in linea con le attese, si ritira durante la frazione ciclistica.
Atene 2004: La gara di Atene sarà più dura del previsto, la selezione vera viene fatta nel percorso in bicicletta da quelli che saranno, poi, i triatleti che andranno a podio (Carter, Docherty e Riederer). Filip rimasto attardato nella seconda frazione non andrà oltre ad un 29º posto, pagando più del previsto la durezza del percorso.
Pechino 2008: Filip costantemente nel primo gruppo nelle due frazioni iniziali, si ritrova a correre una frazione finale che lo vede 20º assoluto al traguardo.

## Titoli
- Campione europeo di triathlon (Élite) - 2001
- Campione europeo di duathlon (Élite) - 2006
- Ironman 70.3 
  - Austria - 2010, 2011